# 濱名郡
濱名郡（日语：〔〕／ Hamana gun */?）為靜岡縣西部的郡。
2005年7月1日，該郡所屬的舞阪町、雄踏町編入濱松市。2010年3月23日，所屬新居町併入湖西市，因無管轄町村而廢除。
廢除前管轄有以下一町：
- 新居町